# Symphytognatha brasiliana
Symphytognatha brasiliana är en spindelart som beskrevs av Balogh och Imre Loksa 1968. Symphytognatha brasiliana ingår i släktet Symphytognatha och familjen Symphytognathidae. Inga underarter finns listade i Catalogue of Life.